# إيناكي أستيز
إيناكي أستيز هو لاعب كرة قدم بولندي يلعب كحارس مرمي مع نادي ليغيا وارسو.